# Faustyn i Jowita
Faustyn i Jowita (wł. Faustino e Giovita; zm. 118, 120 lub 134) – święci Kościoła katolickiego, domniemani męczennicy wczesnochrześcijańscy.

## Życiorys
Żyli w II wieku. Prawdopodobne jest jedynie ich istnienie i fakt męczeństwa. Dopatrywano się w nich założycieli gminy chrześcijańskiej w Brescii .

## Legenda
Legenda o Faustynie i Jowicie powstała dopiero w IX wieku . 
Pochodzili z pogańskiej szlacheckiej rodziny. Sami nawrócili się i przyjęli chrześcijaństwo. Legenda przedstawia ich jako braci. Starszy Faustyn był kapłanem, Jowita diakonem. Za rządów cesarza Hadriana byli więzieni i torturowani najpierw w Mediolanie i Neapolu, ponieśli śmierć męczeńską za wiarę w Brescii przez ścięcie mieczem . Pochowani zostali poza murami miasta w porta Matolfa.

## Kult świętych
Tradycja wspomina o istniejącym już w III wieku oratorium na miejscu pochówku męczenników. Wzmianka o kościele pod wezwaniem św. Faustyna w Brescii pojawia się dopiero ok. 600 roku za sprawą Grzegorza I , a w Martyrologium Hieronimiańskim pod dniem 16 lutego widnieje wzmianka o Faustynie i Juwencji . Nie należy mylić obu postaci. Święty Faustyn z Brescii (zm. 381) był biskupem i następcą św. Ursycyna (zm. 347).
Faustyn i Jowita są patronami Brescii. Wspomnienie liturgiczne tych męczenników obchodzone jest 15 lutego.
W ikonografii święci przedstawiani są jako rycerze bądź jako kapłani w chwili męczeństwa.